# Yves Nevelsteen
Yves Nevelsteen (Kapellen, Antwerpen tartomány) 1974. június 21. –) belga programozó és független kiadó, eszperantista, wikipédista, az E@I civil szervezet vezetőségi tagja, eszperantótanár.

## Élete
Az antwerpeni főiskolán szerzett diplomát kommunikáció szakon. Foglalkozott programozással és független kiadóként tevékenykedett. Eszperantista, az eszperantó nyelvű Wikipédia-kézikönyv összeállítója és a Komputeko számítógépes kifejezésgyűjtemény alkotója.
2004 és 2007 között a FLEJA (Flandriai Eszperantó Ifjúsági Szövetség) elnöke, az E@I civil szervezet elnökségi tagja (2007-2009).
Fordító, kiadó és a Flamand Eszperantó Liga önkéntese. Folyékonyan beszél hollandul, franciául, angolul és németül. 1989-ben kezdett eszperantóul tanulni. A Flamand Eszperantó Ifjúság Egyesület egykori elnöke (2004-2007), az E@I igazgatótanácsának tagja (2007-2009), valamint többnyelvű számítógépes szótár (Komputeko), Wikipédia-kézikönyv és különféle gyakorlati brosúrák szerzője. 2002 és 2008 között társszervezője a Benelux ifjúsági és Családegyesülés PSKK-nak. A Creative Commons engedélyeinek hivatalos eszperantó fordításával járult hozzá a szerzői jogi eljárásához. Yves eszperantót tanít a Benelux államok diákjainak, több beszélőkört vezet, és képzéseket szervez, hogy az aktivistákat jobb kommunikációra, valamint a számítógép és az internet hatékonyabb használatára ösztönözze. 2018 óta a Hollandiai Tanulmányi Hétvége (Studosemajnfino en Nederlando) egyik tanára is.
A Publishing Free cégnél lektor, és különféle programok és webhelyek fordítóinak ad tanácsokat. A Flamand Eszperantó Ligának segít a könyvszolgáltatásban, folyóiratokat és könyveket készít. 
A Vikimedio EO Felülvizsgálati Bizottságának tagja.

## Munkái
- Vikipedio - praktika manlibro, aŭtoro: Yves Nevelsteen, eldonejo Espero, Partizánske, 2007 (2-a eldono), 39 paĝoj, 15 cm, ISBN 978-80-969533-3-2 
Praktika manlibro por ĉiu, kiu interesiĝas pri la reta, libera enciklopedio "Vikipedio".
- Komputeko, Espero (eldonejo)|eldonejo Espero, Partizánske, 2008 (1-a eldono), 92 paĝoj, ISBN 978-80-969533-9-4. Prikomputila terminokolekto.

## Fordítás
- Ez a szócikk részben vagy egészben  a   Yves Nevelsteen című eszperantó Wikipédia-szócikk ezen változatának fordításán alapul.  Az eredeti cikk szerkesztőit annak laptörténete sorolja fel. Ez a jelzés csupán a megfogalmazás eredetét és a szerzői jogokat jelzi, nem szolgál a cikkben szereplő információk forrásmegjelöléseként.